# روبرت مارتن باترسون
روبرت مارتن باترسون (بالإنجليزية: Robert Martin Patterson)‏ هو عسكري أمريكي، ولد في 16 أبريل 1948 في درم في الولايات المتحدة.